# Setipinna breviceps
Cá lẹp huyết hay cá lẹp vàng (danh pháp khoa học: Setipinna breviceps) là một loài cá trong họ Engraulidae.

## Đặc điểm
Miệng xiên mạnh, hàm dưới nhô vượt quá chóp mõm. Số lượng lược mang rất thấp cũng như đặc trưng hình dáng đầu và hàm của nó giúp phân biệt nó với tất cả các loài khác của chi Setipinna.

## Phân bố
Loài cá nước mặn/nước lợ này sinh sống trong khu vực Tây Trung Thái Bình Dương: Các cửa sông tại Sumatra, Kalimantan và Sarawak, có thể có ở Java. Có báo cáo vê sự hiện diện tại Ấn Độ, Bangladesh và Myanmar, tuy nhiên điều này cần được kiểm chứng. Năm 2013 nó cũng được đưa vào Danh lục cá Việt Nam, nhưng điều này có thể dựa trên nhận dạng sai.
Setipinna breviceps là loài cá cửa sông và duyên hải, nhưng có thể ngược dòng vào vùng nước ngọt. Loài này cũng xuất hiện trong các cửa sông khu vực rừng ngập mặn. Chiều dài tối đa ghi nhận là 24 cm. Nó là loại cá thực phẩm được đánh giá cao trong phạm vi phân bổ của nó.